# Африканский обряд
Африканский обряд — латинский богослужебный обряд, характерный для Карфагенской церкви выросшей из более обширной ранней Африканской церкви. Является развитием древнего римского обряда, для богослужений использовался местный вариант латинского языка.
Африканский обряд можно рассматривать в два различных периода: доникейский период, когда христиане подвергались гонениям и не могли свободно развивать формы общественного богослужения, и когда литургические молитвы и действия не были фиксированными; и постникейский период, когда простые, импровизированные формы молитвы уступили место более сложным, установленным формулам, а примитивные литургические действия превратились в грандиозные и формальные церемонии.

## Предыстория
Африканская литургия использовалась не только в древнеримской провинции Африка, столицей которой был Карфаген, но и в Нумидии и Мавретании — фактически во всей Северной Африке от границ Киренаики на запад до Атлантического океана, то есть в ранней Африканской церкви, позже Карфагенской церкви.
Христианство распространилось в провинции Африка во второй половине II-го века нашей эры, вероятно, миссионерами из Рима, а затем быстро распространилось по другим африканским провинциям.
Хотя язык африканского обряда был латинским, он был изменён введением многих классических «африканизмов». Поскольку он использовался, по крайней мере, более века до того, как Римская церковь изменила свой официальный литургический язык с греческого койне на классический латинский, это, вероятно, самый древний латинский литургический обряд.
Поскольку Карфагенская церковь зависела от римского епископства и поскольку между Карфагеном и Римом существовала постоянная связь по церковным вопросам, можно предположить, что поднимались вопросы по поводу обряда, обсуждались различные обычаи или формулы одной церкви принимались другой.
Таким образом, изучение африканской литургии может быть полезно для прослеживания происхождения и развития различных латинских литургических обрядов и определения того, как один обряд влиял на другой (часто обогащал). Африканская литургия, по-видимому, оказала влияние на мосарабский обряд и галликанский обряд — сходство во фразеологии показывает общее античное происхождение или взаимную зависимость обрядов (возможно, антиохийского и коптского).

## Доникейский период
До наших дней не сохранилось ни одного богослужебного кодекса — все они были утрачены в результате разрушений и опустошений во время мусульманского завоевания и из-за относительно сельского характера африканских регионов, что затрудняет реконструкцию древнего африканского обряда. Цитаты и ссылки из богослужебных книг и описания обрядов редко встречаются в произведениях ранних церковных писателей и записях соборов.
Однако различные источники освещают обычаи, которые были свойственны африканской церкви, а также то, какие формуляры и церемонии были общими для всех западных церквей:
- Два писателя — Тертуллиан и св. Киприан — дают полезные сведения об африканском обряде. Сочинения Тертуллиана особенно богаты описаниями церковных обычаев и намёками на них[2].
- Показательны также деяния первых мучеников, например святых Перпетуи и Фелицитаты[2].
- Наконец, надписи на христианских (кладбищенских) надгробиях свидетельствуют о вере и обычаях того времени[2].

### Молитвы
Христиане молились либо в частном порядке, либо с другими во время литургии. В уединении они молились каждое утро и вечер, многие из них часто молились в течение дня, например, в третий, шестой и девятый час, перед едой и перед выполнением какой-либо необычной работы или предприятием. Литургические молитвы произносились главным образом во время воссоединения верующих во время всенощного бдения или преступлении к агапе и Святой Евхаристии.
Христианские службы на территории римской Африки, по-видимому, происходили по тем же правилам, что и в других местах. В известной степени они подражали словесным службам из еврейских синагог (включая торжественное пение чтений), добавляя к ним евхаристическое богослужение и некоторые специфические для христианства моменты.
Эти службы характеризовались тремя элементами: псалмопением, чтением отрывков из Ветхого и Нового Заветов и молитвой, к которой обычно добавлялась проповедь из Священного Писания, которую читал диакон, священник или епископ. Такие службы иногда отличались от традиционной мессы, но иногда они служили подготовкой к служению таинства.
Священники руководили богослужением, они давали наставления и увещевания, читались молитвы о нуждах церкви, рассматривались и обеспечивались потребности мирян, велись различные дела, относящиеся к христианской общине, и праздновалась агапа. Агапа, по-видимому, праздновалась в римской Африке так же, как и в других местах, и выродилась в злоупотребление едой, в итоге этот обычай был реформирован, так произошло разделение евхаристической и неевхаристической трапез. Уже Апостол Павел осудил эти злоупотребления: 

Сходящымся убо вам вкупе, несть Господскую вечерю ясти: кииждо бо свою ве́черю предваряеть во снедение, и ов убо алчет, ов же упивается. Егда бо домов не неимата во еже ясти и пити; или о церкви Божией нерадите, и срамляете неимущыя; что вам реку; похвалю ли вы о сем, не похвалю.
Перевод
Далее, вы собираетесь, [так, что это] не значит вкушать вечерю Господню; ибо всякий поспешает прежде [других] есть свою пищу, [так] [что] иной бывает голоден, а иной упивается. Разве у вас нет домов на то, чтобы есть и пить? Или пренебрегаете церковь Божию и унижаете неимущих? Что сказать вам? похвалить ли вас за это? Не похвалю.
— 1Кор. 11:20–22
Эти службы обычно происходили ночью или перед самым рассветом, и поэтому Тертуллиан говорит о такой службе как о coetus antelucanus, «собрании перед рассветом», в то время как другие говорят о нём как о всенощном бдении. Возможно, это время было выбрано для того, чтобы дать христианам возможность уйти от преследователей язычников или отметить время воскресения Христа.
Христианская литургия, в строгом смысле этого слова, является совершением Евхаристии с участием бескровной жертвы. Обычно это происходило после долгих молитв во время всенощного бдения. Следы древних всенощных бдений сохранились в сходстве с подготовительной частью сегодняшней мессы, или, может быть, ещё более отчётливо в первой части мессы для поста, или мессы предварительно проведённой в Страстную пятницу. Таким образом, Евхаристия совершалась обычно ранним утром и обычным днём, выбранного для дополнения Евхаристии, было святое воскресенье, в память воскресении Христа.

### Суббота и праздничные дни
Суббота, в еврейском смысле, не соблюдалась христианами в этот ранний период. Иудейские праздники также были оставлены, как пишет Тертуллиан о соблюдении праздников христианами, «для которых субботы чужды, а новолуния и праздники прежде возлюблены Богом». Воскресенье было теперь днём Господним Нового Завета, днём радости, в который запрещалось поститься и молиться в коленопреклоненной (покаянной) позе: «Мы считаем пост или коленопреклонение в день Господень противозаконными».
Поскольку воскресение Христа почиталось в воскресенье, вполне естественно, что пятница считалась подходящей для поминовения страстей и смерти Христа. Поэтому ранние христиане собирались на молитву в пятницу, что было отмечено воздержанием от мяса и постом в других христианских записях (Дидахе).
Христиане также собирались на службы по средам, но его происхождение как дня для богослужения не может быть объяснено. Тертуллиан называл службы по средам и пятницам станциями (stationes). В римской Африке было принято праздновать Евхаристию в эти дни, хотя это, по-видимому, не было практикой в других церквях. Однако это были дни поста в церквях повсюду. Так как пост продолжался только до девятого часа, то литургия должна была быть совершена и причастие распределено примерно в это время во второй половине дня.
Из всех воскресений Пасха была самым большим и отмечалась с особой торжественностью. Страстная пятница, названная Тертуллианом «Пасхой», была днём строгого поста, продолжавшегося до Страстной субботы. Несмотря на то, что Страстная пятница была подготовкой к празднику Пасхи, это было самое торжественное бдение в течение года, и именно на нем строились все бдения.
В Страстную субботу, по-видимому, не было назначено никакого особого богослужения, так как нынешнее богослужение было древним пасхальным бдением. Пасхальное бдение соблюдалось торжественно из-за традиционной веры в то, что Христос вернётся, чтобы судить мир в праздник Пасхи, и ранние христиане надеялись, что Он найдёт их бдящими, подготовленными и молящимися. Парусия ранних христиан, ожидавших скорого возвращения Господа, вдохновляли эти бдения.
Пасха во времена Тертуллиана сопровождалась пятьюдесятью днями ликования до Пятидесятницы (дара Святого Духа), которая считалась скорее завершением пасхального сезона, чем торжественным праздником с особым значением.
В III веке (200—300 годы н. э.) Великий пост, как период сорокадневного поста, был неизвестен в Африке. О больших праздниках литургического года более ранние авторы, по-видимому, ничего не знают — Рождество, Обрезание Господне, Богоявление, Богородичные праздники и День Петра и Павла, по-видимому, не отмечались в африканской церкви или, по крайней мере, не отмечались с особой торжественностью.
Праздники местных христианских мучеников, по-видимому, превалировали над тем, что теперь считается величайшими праздниками церкви, и их годовщины отмечались с большой торжественностью задолго до того, как были введены стандартные праздники. Только гораздо позже были совершены поминовения иноземных святых. Ранние христиане питали большое благоговение к мученикам и исповедникам христианской веры, бережно хранили и почитали их мощи, совершали паломничества к их гробницам и стремились быть погребенными как можно ближе к их мощам. Таким образом, календарь Африканской церкви в доникейский период содержал сравнительно небольшое количество праздничных дней.

### Евхаристия
Важнейшей литургической функцией является совершение причастия, или Евхаристии. Африканская церковь, по-видимому, разделила службу на литургию оглашённых и литургию верных. Среди православных христиан оглашенные были жестко отстранены от участия в умилостивительной жертве Евхаристии.
Хлеб и вино употреблялись — и употребляются — как предмет таинства, но уже в ранние времена в вино добавлялось немного воды, чтобы обозначить союз народа со Христом. Святой Киприан сурово осуждал епископов, употреблявших только воду в чаше, заявляя, что вода не является существенным предметом жертвоприношения и её исключительное употребление делает таинство недействительным.
Как у Тертуллиана, так и у св. Киприана есть отрывки, которые, по-видимому, придают форму Евхаристии самим словам Христа, цитируемым из Священного Писания. Иногда есть большое сходство между текстами африканского обряда и фразеологией всё ещё существующего и всё ещё используемого римского канона. Есть намёки на предисловие в Sanctus, происходило поминовение Христа, читалось Отче наш, и происходила аккламация. Эти элементы присутствуют во всех апостольских и раннехристианских литургиях.
Тертуллиан часто говорит о поцелуе мира и считает церемонию очень важной. Упоминаются также ектения, которая читалась во время мессы, но нет точной информации о ее месте в литургии.
На службе верующие причащались хлебом от епископа или священника и вином от диакона, держащего чашу, и каждый, причащаясь, отвечал «аминь», чтобы исповедовать свою веру в таинство (Реальное присутствие). Иногда верующие несли гостию домой и там общались сами, особенно во времена гонений римских императоров. Домашнее причастие, в котором в более поздние времена участвовали рукоположенные дьяконы и послушники, было запрещено как злоупотребление после прекращения гонений.
Причастие, по-видимому, происходило во время поста, как это подразумевает Тертуллиан, когда он спрашивает, что муж-язычник подумает о пище, которую его жена-христианка вкушает перед любой другой пищей. Ранние христиане, по-видимому, общались часто, даже каждый день, особенно в период гонений. Величайшее почтение было оказано освященному евхаристическому хлебу и освященному вину, поэтому верующие стремились освободиться от всякого пятна тяжкого греха и считали святотатством позволять какому-либо из освящённых элементов падать на землю или касаться других нечестивых материалов.

### Крещение
Крещение, как инициатический обряд христианства, часто упоминается ранними писателями; Тертуллиан написал специальный трактат об этом таинстве, описывая необходимое для него приготовление и сопровождающие его обряды: «оглашённые должны готовиться к принятию крещения частыми молитвами, постами и бдениями». Хотя он обычно пишет о крещении взрослых, он допускает крещение младенцев, но, кажется, несколько противится практике, которая была одобрена святым Киприаном, который считал крещение детей необходимым для их вечного спасения.
Пасха, или любой день между Пасхой и Пятидесятницей, был временем, установленным для торжественного совершения крещения, но Тертуллиан заявляет, что, поскольку каждый день принадлежит Господу, он может быть дарован в любое время. Он считал, что Господь должен управляться епископом, который, однако, может поручить священнику или диакону действовать вместо него, хотя в некоторых случаях он разрешил бы мирянам крестить.
Для свершения таинства может служить любая вода, и вода используется для крещения катехумена «во имя Отца и Сына и Святого Духа». Способ крещения заключался в тройном погружении в большую купель, которая уже была благословлена священником.
Обряд крещения сопровождался многими символическими церемониями. Прежде чем принять крещение, он отрекался от дьявола и его ангелов. Был также символ веры, который должен был читать кандидат на крещение, вероятно, африканская форма Апостольского Символа веры или обогащённая версия последнего.
Тертуллиан даёт несколько различных форм этого правила веры. После того, как новообращённый поднимался из купели, он получал питье из молока и мёда, а затем его помазывали освящённым маслом. Тертуллиан также утверждает, что неофит был подписан крестным знамением, что он получил наложение рук с призывом Святого Духа. Это ясное описание таинства, которое теперь называется конфирмацией или миропомазанием. Согласно свидетельству Тертуаллиана, новообращённый христианин сразу же получал своё первое святое причастие во время евхаристической литургии.
Тертуллиан объясняет многие из этих церемоний в своём «трактате о Воскресении» (viii): «Плоть действительно омывается, чтобы душа могла очиститься; плоть помазывается, чтобы душа могла быть освящена; плоть подписывается (крестным знамением), чтобы и душа могла укрепиться; плоть затемняется наложением рук, чтобы душа также могла быть освещена Духом; плоть питается Телом и Кровью Христа, чтобы душа также могла откормиться на своём Боге».

### Епитимья
Свидетельства о епитимье, относящиеся к Таинству Исповеди, описывают публичные покаяния, наложенные за тяжкие грехи, и отпущение грехов кающимся после того, как публичные покаяния были завершены к удовлетворению Церкви.
Тертуллиан сначала утверждал, что Церковь обладает властью прощать все виды грехов, но, став монтанистом, он отрицал, что эта власть распространяется на некоторые гнусные преступления. Позже он высмеял практику архиепископа Рима и Римской церкви, которые не отказывали в отпущении грехов ни одному истинно кающемуся христианину.
Хотя он саркастически пишет о процедуре, применявшейся в Риме во времена римского архиепископа Святого Каликста, он также серьёзно описывает способ, которым кающийся грешник был прощён и вновь допущен к общению с верующими. Он повествует о том, как кающийся, «облачённый в волосяную рубаху и покрытый пеплом, предстаёт перед собранием верующих, жаждущих отпущения грехов, как он падает ниц перед священниками и вдовами, хватается за подол их одежд, целует их следы, обнимает их за колени», а епископ тем временем обращается к народу, увещевая его чтением притчи о заблудшей овце быть милосердным и проявить жалость к бедному кающемуся, просящему прощения. Епископ молился за кающихся, а епископ и священники возлагали на них руки в знак отпущения грехов и восстановления в общении с Церковью.
В другом месте своих сочинений Тертуллиан упоминает о покаянии в мешковине и пепле, о плаче о грехах и о прошении прощения у верующих; святой Киприан также пишет о различных актах покаяния, о исповедании греха, о способе публичного покаяния, об отпущении грехов священником и о наложении рук епископа и священников, через которые кающиеся возвращали себе свои права в Церкви.

### Брак
Тертуллиан говорит о брачном благословении, произносимом Церковью на брак христиан, спрашивая, «как он мог достаточно превозносить счастье того брака, который скреплён Церковью, подтверждён жертвой, скреплён благословением, которое провозглашают ангелы, которое утверждается Отцом Небесным». Таким образом, христианский брак, по-видимому, совершался публично перед Церковью с большей или меньшей торжественностью (включая служение особой мессы: «подтвержденной жертвой»), но брачное благословение, по-видимому, было необязательным, а не обязательным, за исключением силы обычая.

### Рукоположение и церковные чины
И Тертуллиан, и святой Киприан упоминают о рукоположении и различных священных чинах в церковной иерархии, но, к сожалению, не дают много информации, которая является строго литургической. Тертуллиан говорит о епископах, священниках и диаконах, чьи полномочия и функции довольно чётко определены, которые избираются братьями за их примерное поведение, а затем посвящаются Богу регулярным рукоположением. Только рукоположенные, пишет св. Киприан, могут крестить и даровать прощение грехов. Св. Киприан различает различные церковные чины, упоминая епископов, священников, диаконов, субдьяконов, послушников, экзорцистов и лекторов, и, описывая избрание архиепископа римского Святого Корнелия, заявляет, что Корнелий переходил из чина в чин, пока, наконец, не был избран голосами всех в высший понтификат (архиепископ Рима). Все церковные чины, кроме младших по статусу остиарий, перечислены ранними африканскими писателями. Как экзорцисты, так и лекторы, по-видимому, занимали гораздо более важное литургическое положение в ранние века как в африканских, так и в римских церквях, чем в более поздние времена в Римской церкви. Экзорциста, например, часто призывали применить силу против дьявола, которую он получал при посвящении. Тертуллиан пишет об этой необычайной силе, проявленной во имя Христа. Иногда экзорцист использовал обряд экзорцизма, а иногда, как утверждает Святой Киприан, заклинал злого духа удалиться «per Deum verum» (истинным Богом). У лекторов также было много богослужебных функций. Лектор, например, читал поучения из Ветхого и Нового Заветов и, возможно, даже читал (части) Евангелия с кафедры прихожанам. В более поздние века его обязанности были разделены, и некоторые из них были переданы другим министрам, некоторые регулярным певчим.

### Похороны
Среди других богослужебных обрядов ранние авторы часто упоминают обряды, сопровождающие погребение умерших, и особенно погребение тел мучеников и исповедников. С древнейших времён христиане проявляли большое почтение к телам верующих, бальзамировали их благовониями и тщательно хоронили на чисто христианских кладбищах. Произносились молитвы за упокой душ умерших, особенно в годовщину смерти служились мессы, и их имена произносились в память о них (чтобы смягчить возможные временные наказания, которые эти души ещё могли претерпеть), при условии, что они жили в соответствии с христианскими идеалами. Верующих учили не оплакивать своих умерших, а радоваться тому, что души усопших в вере и благодати уже живут с Богом и наслаждаются миром и освежающим счастьем после своих земных испытаний и трудов. Тертуллиан, Св. Киприан и Св. Перпетуя, все они свидетельствуют о древности этих обычаев. Кладбища в Африке (называемые areae) были не катакомбами, как в Риме, а над землей под открытым небом, и часто к ним примыкала часовня (cella), где (иногда тайные) воссоединения верующих происходили в годовщины мучеников и других христиан, которые были там похоронены. Надписи на могилах часто говорят о том, что усопшие жили жизнью христианского мира, в pace vixit, или часто выражают свою веру и надежду верующих на будущую счастливую жизнь вместе с Господом spes in Deo-in Deo vivas.
Святой Августин в IV веке также настаивает на том, что обычно за умерших христиане должны молиться за память Евхаристии «у наших алтарей», но запрещает молиться за мучеников — эти герои, как считалось, сразу же после смерти были с Богом.

### Церемониальные акты
Наконец, можно рассмотреть некоторые церемониальные акты, на которые часто ссылаются ранние авторы. Молитвы произносились иногда на коленях, иногда стоя; например, по воскресеньям и в течение пятидесяти дней после Пасхи запрещалось преклонять колени, а в дни поста коленопреклонение считалось уместным. Христиане молились, раскинув руки в виде креста. Крёстное знамение совершалось очень часто, часто на каком-нибудь предмете с намерением благословить его, часто на лбу христиан, чтобы призвать Божью защиту и помощь. Тертуллиан в своем «De Corona» пишет: «При каждом шаге вперед и движении, при каждом входе и выходе, когда мы надеваем одежду и обувь, когда мы купаемся, когда мы сидим за столом, когда мы зажигаем лампы, на ложе, на сиденье, во всех обычных действиях повседневной жизни мы следуем на лбу крестным знамением». Ранние христиане также имели обыкновение бить себя в грудь в знак вины и раскаяния за грех. Тертуллиан считал, что целование мира должно совершаться часто; фактически, оно должно сопровождать каждую молитву и церемонию. Существует не только много церемониальных актов, подобных только что упомянутым, которые существовали в III веке и сохранились даже до наших дней в литургии, но есть также много фраз и приветствий ранней Африканской церкви, а позже и в Карфагенской церкви которые нашли постоянное место в литургических формулах. Эти выражения, а также, возможно, и размеренный стиль, в котором они были составлены, могли оказать значительное влияние на развитие других латинских обрядов.